# 10. oklepna divizija (Bundeswehr)
Za druge 10. divizije glejte 10. divizija.
10. oklepna divizija (izvirno nemško 10. Panzerdivision) je oklepna divizija v sestavi redne nemške kopenske vojske, ki pa deluje tudi v sestavi Eurocorpsa.

## Organizacija
- Štabna četa
- 2. vojaški orkester
- 12. oklepna brigada
- 23. gorska brigada (od 2001)
- 30. mehanizirana brigada